# تاریخ حقوق فرانسه
تاریخ حقوق فرانسه (Ancien Droit)همان تاریخ حقوق در فرانسه و مطالعه تحول قواعد کتبی و شفاهی جامعه فرانسه و آگاهی از تأسیس قوانین و نهادهای مربوط به آن است. تاریخ حقوق فرانسه، مجموعه ای از تحولات منابع حقوقی از زمان رژیم قدیم تا حال را شامل می شود و حقوقدانان در آن به مطالعه منشأ مقررات وضع شده در فرانسه می پردازند.
گسست ناشی از انقلاب ۱۷۸۹ و نهادهای قانونی ناپلئون در سال ۱۰۴ میلادی نقطه عطفی تعیین کننده در تاریخ حقوق در فرانسه است. در این عصر فرانسه در پی لغو تدریجی نهادهای متعدد با منشأ قرون وسطایی بود. در دوران رژیم قدیم، "حقوق فرانسه" به طور یکسان در سراسر قلمرو اعمال نمی شد زیرا قوانین از استانی به استان دیگر متفاوت بود. نظام حقوقی رژیم قدیم که به آن «قانون قدیمی» می‌گویند، به‌ویژه از طریق همزیستی استان های حقوق عرفی (گاهی تا حدی مدون: عرف پاریس، نرماندی یا اوورن) و استان های حقوق مکتوب مشخص می شد. امروزه قوانین جاری در قلمرو جمهوری فرانسه عمدتاً یک قانون یکسان است..

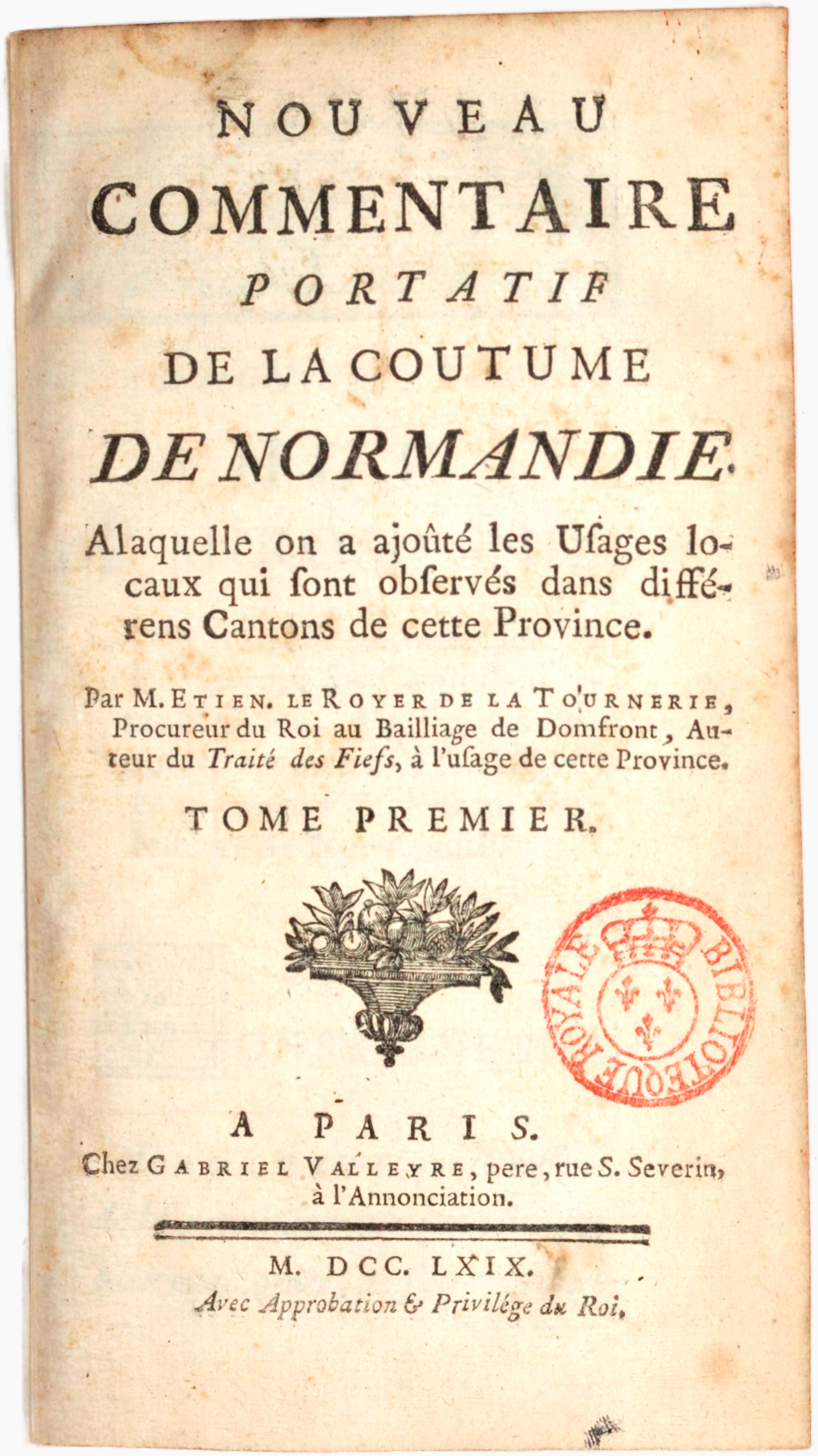
تفسیری بر عرف نرماندی توسط اتین لورویر د لا تورنی که مربوط به سال ۱۷۷۸ میلادی است.

## حقوق در قرون وسطی
قبل از وحدت  گل تحت سیطره فرانک ها ، قوانین روم همزمان با عرف با منشأ گالی، بر شهروندان رومی اعمال می شد.  مردم ژرمنی که در قرن پنجم به گل حمله کردند، به اعمال قانونی گالو-رومیان پایان ندادند. بنابراین هنجارهای متفاوتی با توجه به قومیت، موقعیت اجتماعی و مذهب رعایا (اصل شخصیت قوانین) در کنار هم وجود داشتند، نظامی که به تدریج از بین رفت.

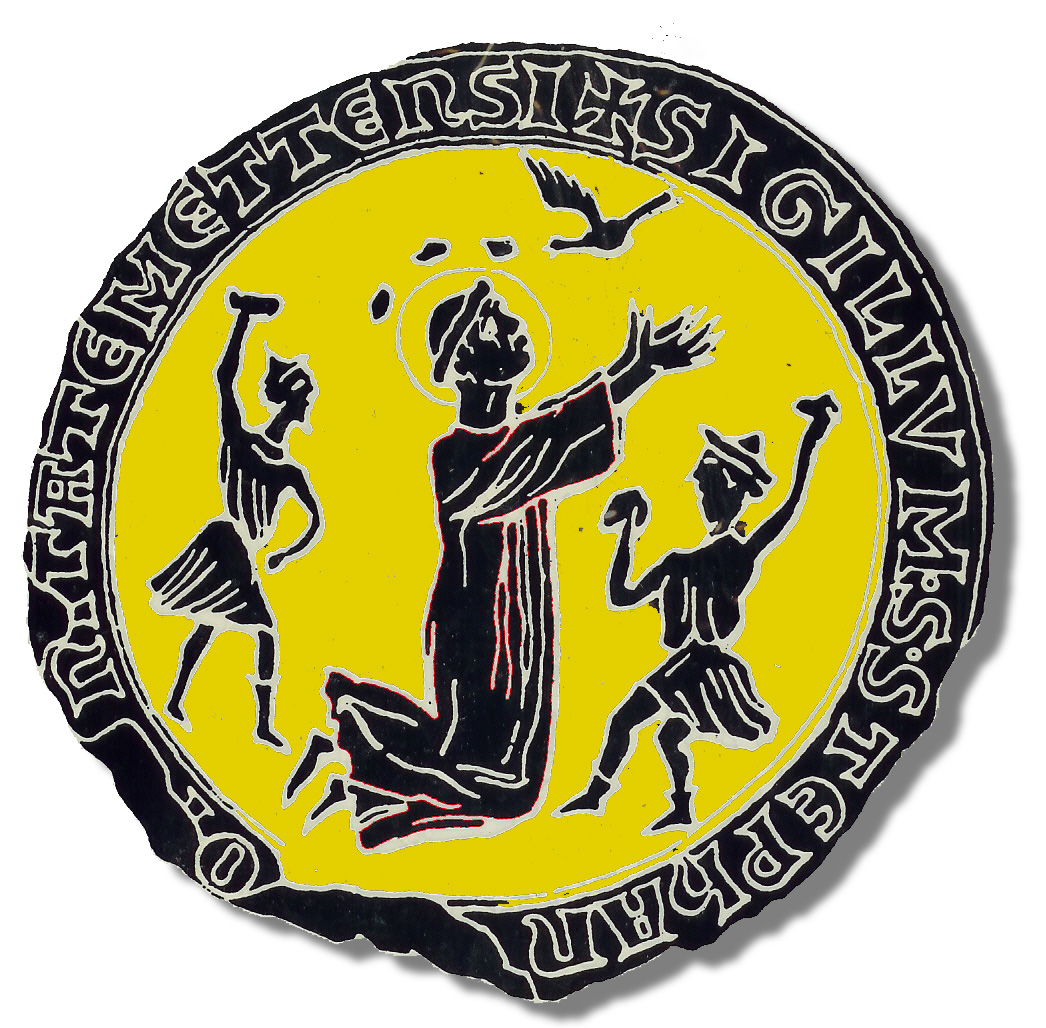
اولین مهر شهر متز. شهرها در قرون وسطی دارای استقلال جمعی و مقررات خاص بودند.
علاوه بر این کلیسای کاتولیک، قوانین شرعی را تدوین کرد که بر مسائل مذهبی مربوط به مقدسات، مانند ازدواج، و نهادهای کلیسایی، مانند نقش اسقف ها، حاکم بود. نفوذ فزاینده کلیسا در طول این دوره با هدف نرم کردن عادات و رسوم وحشیانه ای استوار بود، این رسوم در مسائل کیفری مبتنی بر جایگزینی انتقام قربانی یا خانواده او مبتنی بود بود. و بر مصیبت، دوئل و دیگر اشکال «قضاوت خدا»(ور) تکیه داشت.
علیرغم محکومیت دوئل توسط شورای والنسیا (۸۵۵ میلادی)، که توسط شورای لاتران (۱۲۱۵ میلادی) تکرار شد، این شکل از "اثبات" ادعا تا مدتها بعد به قوت خود باقی ماند (امری که تعجب فقهای مسلمان را در طول جنگ های صلیبی برانگیخت).
از قرن نهم به بعد، با استقرار نظام فئودالی  لردها به اجرا کنندگان اصلی عدالت مدنی تبدیل شدند.این امر در حالی بود که عدالت سلطنتی، به معنای اخص آن، تنها فقط در قلمرو سلطنتی جاری بود.در این دوره بیشتر هنجارهای حقوقی نتیجه عرف هستند ضروری بود که ادعا ها با شهادت ها ثابت شوند و «شهادت تا انقلاب منبع مهم حقوقی باقی ماند»  در این دوره با حضور «هیئت منصفه» برگزیده از بین مردان آزاد عدالت کلیسایی نیز از محو قدرت سلطنتی برای گسترش صلاحیت خود بهره برد.  در قرن دوازدهم، با «قانون رومی» که توسط حقوقدانان، به ویژه با قرائت قانون ژوستینیان تفسیر شده بود، مجدداً ارتباط برقرار می شود.
تا قرن دوازدهم، اربابان تقریباً همیشه شخصاً عدالت را اجرا می کردند. سپس بتدریج برگزاری استیضاح و استغاثه را به افسران و مردان آزاد وابسته به آنها اما با مهارت در امور حقوقی - واگذار کردند. از قرن سیزدهم و زمان فیلیپ آگوستوس  پادشاهان کاپتی، ضابطانی را به نمایندگی از خود منصوب می کنند و از طرف آنها در برخی موارد ، به ویژه در مورد اشراف، عدالت را اجرا می کنند.
در قرن چهاردهم، عدالت سلطنتی، که قضات آن گاهی روحانیون بودند، بر عدالت کلیسا تفوق یافت تا محاکم کلیسایی خود را  تنها به حوزه معنوی محدود کند . 
دوره جنگ صد ساله یک دوره سکون ایجاد می کند که با بی ثباتی بزرگ پادشاهی، به برتری فئودال های بزرگ، پادشاه انگلستان، دوک های بورگوندی، اورلئان، بوربون و بریتانی منتهی است. لویی یازدهم اولین پادشاهی است که واقعاً اراده سلطنتی خود را بر اشراف فرانسوی تحمیل کرد و اجازه تأسیس پارلمان را داد و بدین ترتیب دوره حقوقی رژیم قدیمی را آغاز کرد.

## حقوق قدیم

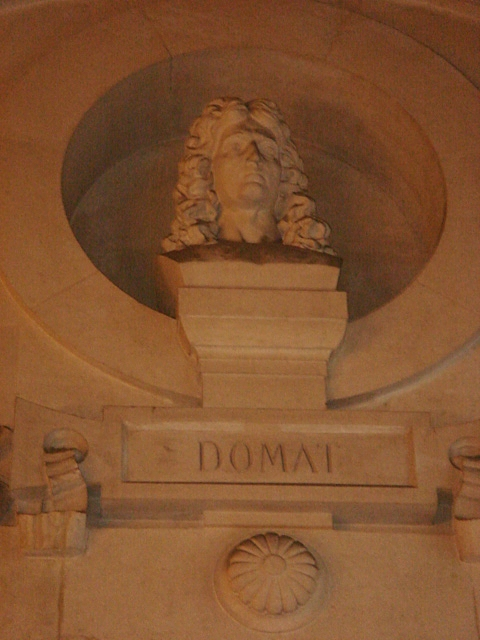
ٰژان دوما، دانشگاه پانتئون آسا

پایه گذار  «حقوق فرانسه»، به معنای دقیق این اصطلاح، بدون شک شاه فرانسوا اول بود که زبان فرانسوی را به عنوان تنها زبان حقوقی و اداری با فرمان ویلر-کوترتس (در ۱۵۳۹ میلادی) برگزید. این فرمان با گسترش اومانیسم حقوقی توسط جریانی از حقوقدانان (گیوم بود، فرانسوا دوارن، فرانسوا هاتمن و غیره) که در تلاش بودند درک بهتری از Corpus iuris civilis (یا قانون ژوستینیان) ارائه دهند، همزمان بود. با این حال، لاتین زبان مورد استفاده در دانشکده های حقوق باقی می ماند. تا اینکه در سال ۱۶۷۹ میلادی، با فرمان سن ژرمن  پادشاه رسما تصمیم گرفت تا از زبان فرانسه برای آموزش حقوق استفاده شود. دومین قدم برای ایجاد جقوق فرانسه جایگزینی حقوق فرانسه به جای حقوق روم برای تدریس در دانشگاه بود.
البته در واقع و به بیان دقیق، «حقوق فرانسه» وجود نداشت: خود این عبارت در قرن شانزدهم به شیوه ای اعتقادی ظاهر شد تا شاخه ای از حقوق را که نه متعارف و نه رومی بود، مشخص کند.حقوق فرانسه مجموعه ای از احکام سلطنتی، آداب و رسوم استان های فرانسه و رویه قضایی پارلمان ها  بود که در نتیجه تنوع زیادی بسته به مکان و شخص ایجاد می شد. حقوق قدیم در پادشاهی فرانسه به طور یکسان اعمال نمی شد،  مونتسکیو که از اهمیت نهادهای واسطه دفاع می کرد،در این عصر با استانداردسازی حقوق مخالف بود: «آیا شر تغییر همیشه کمتر از شر رنج است؟... وقتی شهروندان از قوانین پیروی می کنند، چه اهمیتی دارد؟ همان را دنبال کنم؟ »
تنها حقوق عمومی بود که در سراسر کشور یکسان اجرا می شد و با مقررات اقتصادی شروع شد. در اوایل سال ۱۳۶۱، ژان دوم فرمانی را در مورد تجارت در شهر پاریس ابلاغ کرد و قیمت ها و دستمزدها را مشخص کرد و گدایی را ممنوع کرد.. مدتی بعد، فرمان کیفری ۱۶۷۰ میلادی قوانین آیین دادرسی کیفری را تنظیم کرد.

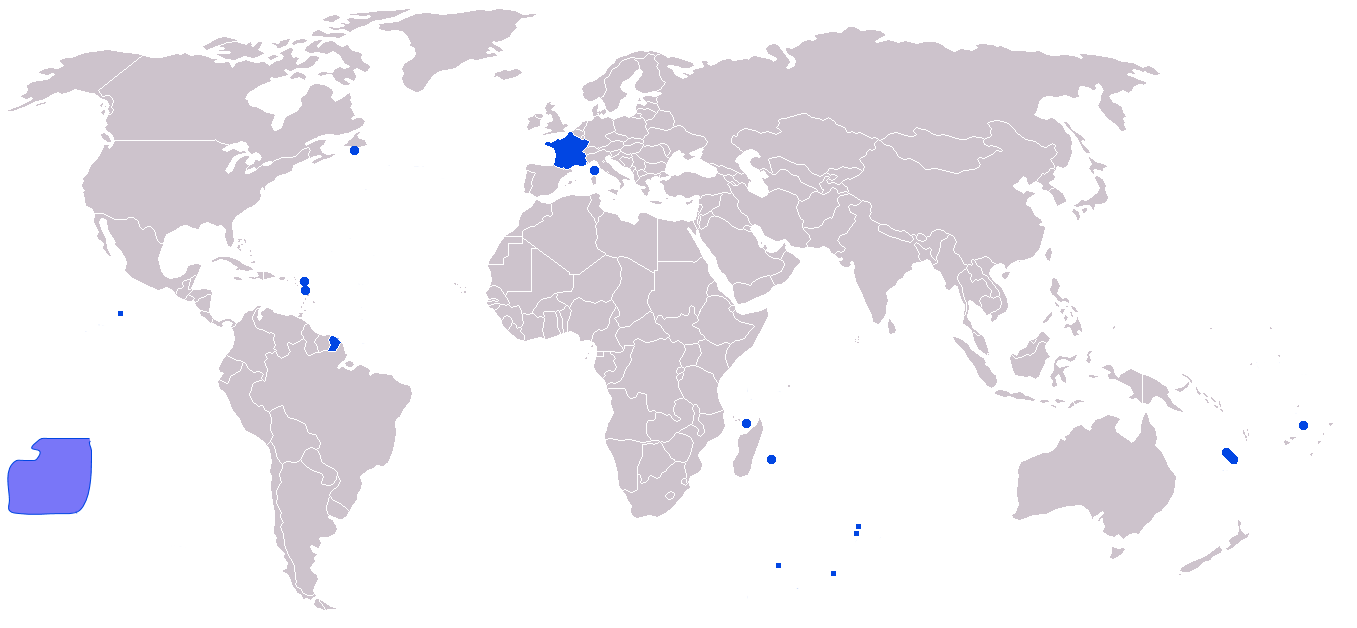
قلمرو اصلی و ماورای بحار فرانسه(آبی): قلمرو فعلی و عمومی اعمال قانون فرانسه